# Danny Vukovic
Danny Vukovic (Sídney, 27 de marzo de 1985) es un exfutbolista australiano que jugaba en la demarcación de portero.

## Selección nacional
Tras jugar con la selección de fútbol sub-20 de Australia y la sub-23, finalmente el 27 de marzo de 2018 hizo su debut con la selección absoluta en un encuentro amistoso contra Colombia que finalizó con un resultado de empate a cero, donde Vukovic paró un penalti a Miguel Borja en el minuto 85.

## Clubes
| Club                         | País         | Año       | Partidos | Goles |
| ---------------------------- | ------------ | --------- | -------- | ----- |
| Parramatta Power SC          | Australia    | 2002-2004 | 5        | 0     |
| Bonnyrigg White Eagles FC    | Australia    | 2004-2005 | 14       | 0     |
| Central Coast Mariners F. C. | Australia    | 2005-2010 | 122      | 0     |
| Konyaspor                    | Turquía      | 2010      | 0        | 0     |
| Wellington Phoenix F. C.     | Australia    | 2010-2011 | 17       | 1     |
| Perth Glory F. C.            | Australia    | 2011-2014 | 80       | 0     |
| Vegalta Sendai (cedido)      | Japón        | 2014      | 2        | 0     |
| Perth Glory F. C.            | Australia    | 2014-2015 | 31       | 0     |
| Melbourne Victory F. C.      | Australia    | 2015-2016 | 30       | 0     |
| Sydney F. C.                 | Australia    | 2016-2017 | 33       | 0     |
| K. R. C. Genk                | Bélgica      | 2017-2021 | 122      | 0     |
| NEC Nimega                   | Países Bajos | 2021-2022 | 4        | 0     |
| Central Coast Mariners F. C. | Australia    | 2022-2024 | 71       | 0     |

## Palmarés

### Campeonatos nacionales
| Título                      | Club                         | País      | Año  |
| --------------------------- | ---------------------------- | --------- | ---- |
| A-League Premiership        | Central Coast Mariners F. C. | Australia | 2008 |
| FFA Cup                     | Melbourne Victory F. C.      | Australia | 2015 |
| A-League Premiership        | Sydney F. C.                 | Australia | 2017 |
| A-League Championship       | Sydney F. C.                 | Australia | 2017 |
| Primera División de Bélgica | K. R. C. Genk                | Bélgica   | 2019 |
| Supercopa de Bélgica        | K. R. C. Genk                | Bélgica   | 2019 |
| A-League Championship       | Central Coast Mariners F. C. | Australia | 2023 |
| A-League Premiership        | Central Coast Mariners F. C. | Australia | 2024 |
| A-League Championship       | Central Coast Mariners F. C. | Australia | 2024 |

### Campeonatos internacionales
| Título   | Club                         | Sede    | Año  |
| -------- | ---------------------------- | ------- | ---- |
| Copa AFC | Central Coast Mariners F. C. | Mascate | 2024 |